# Czerwik żagwiowy
Czerwik żagwiowy (Cis boleti) – gatunek chrząszcza z rodziny czerwikowatych.

## Taksonomia
Gatunek ten opisany został po raz pierwszy w 1763 roku przez Giovaniego Antonia Scopoliego pod nazwą Dermestes boleti.

## Morfologia

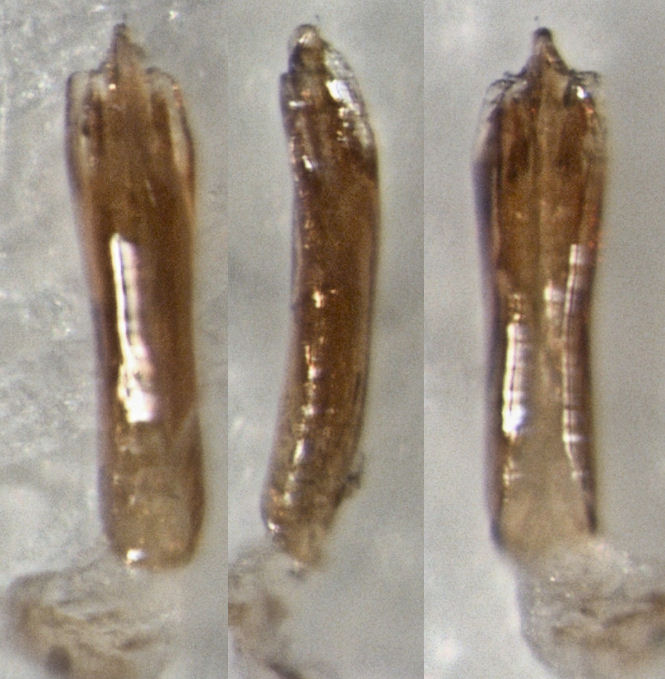
Edeagus

Chrząszcz o ciele długości od 2,8 do 4 mm, ubarwiony brązowawo z brązowawoczarnymi pokrywami. Przedplecze ma przynajmniej o ⅓ szersze niż długie, o szeroko spłaszczonych brzegach bocznych i powierzchni porośniętej nieregularnie rozmieszczonymi, dość grubymi łuskami. U samca na pierwszym widocznym sternicie odwłoka znajduje się znak położony w odległości co najwyżej jednej swojej średnicy od krawędzi tylnej. 

## Ekologia i występowanie
Żeruje na grzybach nadrzewnych z rodzajów gmatwek Daedalea, blaszkowiec Lenzites, wrośniak Trametes i żagiew Polyporus. Poza hubami imagines spotyka się także w butwiejącym drewnie, przegrzybiałej ściółce, pod korą i wśród mchów.
Gatunek palearktyczny, w Europie znany z Hiszpanii, Irlandii, Wielkiej Brytanii, Francji, Belgii, Holandii, Niemiec, Szwajcarii, Liechtensteinu, Austrii, Włoch, Danii, Szwecji, Norwegii, Finlandii, Estonii, Łotwy, Litwy, Polski, Czech, Słowacji, Węgier, Białorusi, Ukrainy, Rumunii, Słowenii, Chorwacji, Bośni i Hercegowiny, Grecji oraz europejskiej części Rosji, w Afryce Północnej z Algierii, a w Azji zaś z Gruzji, Azerbejdżan, Iranu, Mongolii, dalekowschodniej części Rosji, chińskiego Syczuanu oraz japońskiej wyspy Hokkaido. W Europie na południu zasiedla góry, nie sięgając Morza Śródziemnego. Na północy znane są stanowiska za kołem podbiegunowym.